# 36039 Joandunham
36039 Joandunham este o planetă minoră (asteroid), cu un diametru de 8,948 km, din centura de asteroizi. A fost descoperită pe 13 august 1999 la Observatorul Reedy Creek de John Broughton⁠(d). 
Obiectul prezintă o orbită caracterizată de o semiaxă mare de 3,0951485 UAi, o excentricitate de 0,09, o înclinație de 6,1558 ° în raport cu ecliptica.